# Monte Rosa, Veracruz
Monte Rosa är en ort i Mexiko.   Den ligger i kommunen Juan Rodríguez Clara och delstaten Veracruz, i den sydöstra delen av landet, 400 km öster om huvudstaden Mexico City. Monte Rosa ligger 46 meter över havet och antalet invånare är 119.
Terrängen runt Monte Rosa är platt. Runt Monte Rosa är det ganska glesbefolkat, med 27 invånare per kvadratkilometer. Närmaste större samhälle är Juan Rodríguez Clara, 11,8 km söder om Monte Rosa. Omgivningarna runt Monte Rosa är en mosaik av jordbruksmark och naturlig växtlighet.